# Uli Edel
Ulrich "Uli" Edel, född 11 april 1947 i Neuenburg am Rhein i dåvarande Südbaden i franska ockupationszonen av Tyskland, är en tysk regissör. Han har bland annat regisserat Vi barn från Bahnhof Zoo (1981) och Der Baader Meinhof Komplex (2008).

## Filmografi (i urval)
- 1981 – Vi barn från Bahnhof Zoo
- 1989 – Slutstation Brooklyn
- 1993 – Älska till döds
- 1995 – Tyson - legenden (TV-film)
- 1996 – Rasputin (TV-film)
- 1999 – Purgatory (TV-film)
- 2000 – Den lille vampyren
- 2001 – The Mists of Avalon (TV-film)
- 2002 – Julius Caesar (TV-film)
- 2003 – Ondskan dör aldrig (TV-film)
- 2004 – Ring of the Nibelungs (TV-film)
- 2008 – Der Baader Meinhof Komplex
- 2010 – Zeiten ändern Dich